# جاتروفا کارکس
جاتروفا کارکس (نام علمی: Jatropha curcas) نام گیاهی با دانه‌های روغنی و گرماپسند از تیره فرفیونیان و بومی مناطق گرمسیری آمریکا (به احتمال زیاد مکزیک و آمریکای مرکزی) است.
جاتروفا گیاهی است همیشه‌ سبز و سمّی که حاوی روغن بسیار زیادی است. روغن این گیاه به‌هیچ عنوان کاربرد خوراکی ندارد. جاتروفا در زمین‌هایی قابل کشت است که سایر گونه‌های کشاورزی خوراکی قابلیت کشت مناسبی ندارد و به اصطلاح در زمین‌های لم‌یزرع هم قابل استحصال است.
این گونه گیاهی با هدف تولید سوخت زیست‌دیزل از سال ۱۳۸۸ در بندرعباس در جنوب ایران کشت شده است.

## ویژگی‌ها
گیاه جاتروفا به شدت سمی است و هیچ‌گونه مصرف خوراکی حتی برای دام هم ندارد، اما در سال‌های اخیر به علت رشد در زمین‌های فقیر که می‌توان از آب‌های غیرمتعارف نیز برای آبیاری آن استفاده کرد، مورد توجه قرار گرفته است.

جاتروفا مقاوم به خشکی است به‌طوری که تنها در 3 سال اول نیاز به آب دارد و با پساب‌ هم می‌توان آن را آبیاری کرد. آفت و بیماری ندارد، پس از ۳ سال به بذر می‌نشیند، ۵۰ سال عمر می‌کند، سالی دوبار و هر درخت هر بار ۵ تا ۸ کیلوگرم بذر می‌دهد و‌ ۳۰ تا ۵۰ سال هم قدرت بذر دهی دارد.
این‌گونه روغنی را می‌توان در اراضی تخریب شده، بیابان و حاشیه آن کاشت. تکثیرش آسان است و دامنه‌ی اکولوژیک گسترده دارد.
در حال حاضر بسیاری از کشورها اقدام به کشت و توسعه آن کرده‌اند چرا که از ۳۷/۵درصد وزن خالص این بذر، روغنی استخراج می‌شود که پایه سوخت بایودیزل (زیست دیزل) را تشکیل می‌دهد. 
کشورهای هند، چین، مصر، تایلند، ویتنام، اندونزی، برزیل، اردن و عربستان به صورت پایلوت در حال تولید سوخت بیودیزل هستند.
استفاده از سوخت زیست دیزل تا ۸۵ درصد باعث کاهش آلودگی و CO2 هوا و اثرات تغییر اقلیمی می‌شود، این گیاه باعث بهبود شرایط خاک شده و به دلیل مقاوم بودن به شرایط نامساعد رشد مناسبی دارد.

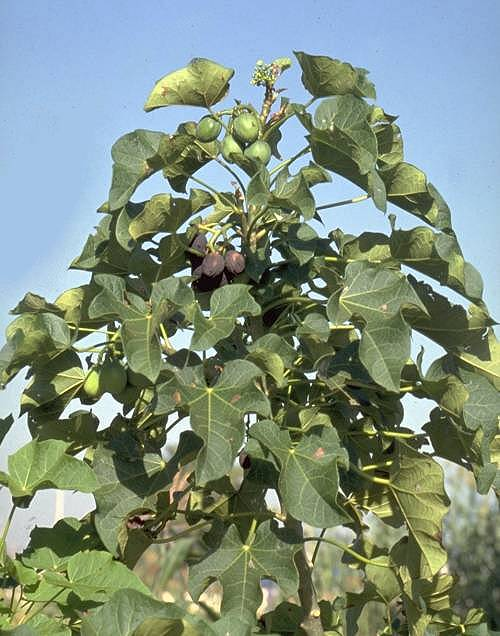

روغن به دست آمده از جاتروفا بدون هیچ‌گونه عملیات فرآوری و حتی ترکیبی، به عنوان جایگزینی مناسب به طور مستقیم وارد موتورهای دیزلی می‌شود. 

## کشت در ایران
در سال ۱۳۸۸ گیاه جاتروفا برای نخستین‌بار از مصر وارد ایران شد و با هدف استحصال روغن صنعتی از آن به‌صورت آزمایشی در بندرعباس کاشته شد.
با توجه به سیاست سازمان خواربار کشاورزی (فائو) مبنی بر تبادل بذر و گونه‌های جدید در میان کشورها، ۳هزار بذر جاتروفا که اصل آن به برزیل بازمی‌گشت، در هند توسعه یافته بود و در مصر کشت می‌شد وارد ایران شد و در زمینی به مساحت ۲/۵ هکتار در نهالستان باغو بندرعباس کاشته شد.
قرار است با استحصال روغن جاتروفا، ایران به تولید سوخت بیودیزل دست پیدا کند.

## سوخت زیست دیزل
هم اینک دنیا به سمت تولید انرژی‌های پاک یا سوخت‌های متکی به طبیعت تجدیدشونده روی آورده، از اساسی‌ترین علت‌‌های این مسئله استراتژی قطع وابستگی جهان اول به سوخت‌های فسیلی خاورمیانه است که در استراتژی مدیریت جهانی تبدیل به یک نگرانی بزرگ برای جهان اول شده‌است.
در حقیقت جهان اول به دنبال استقلال تولید انرژی از خاورمیانه، با روش‌هایی است که کمترین هزینه را برایش داشته باشد و بدین ترتیب تولید بایودیزل‌ها و بایواتانول‌ها جایگاه ویژه‌ای کسب کرده‌است. تقاضای جهانی سوخت‌های زیستی مدام در حال افزایش است.
یکی دیگر از علل افزایش تقاضا برای سوخت‌های زیستی، عزم جدی کشورهای جهان برای کاهش اثرات تغییرات اقلیمی است که به یک نگرانی دائمی برای کشورهای دنیا تبدیل شده‌است و به نظر می‌رسد اگر مصرف سوخت‌های فسیلی به‌طور جدی کاهش نیابد، کره زمین به همراه ساکنان آن روزهای سختی را پیش رو خواهد داشت.
روزهایی که نشانه‌های آن، با خشکسالی‌های پی در پی، کاهش شدید بارندگی‌ها، سیلاب‌های سهمگین، گرمای بیش از حد، انقراض گونه‌های گیاهی و جانوری به پیشواز آمده‌است. برای کشور ما ایران نیز دستیابی به تکنولوژی و خودکفایی در زمینه تولید مواد اولیه بایودیزل‌ها و بایواتانول‌ها حیاتی است و باید به عنوان یک راهبرد ملی در دستور قرار گیرد.
در روزگاری که مهمترین دغدغه مسئله زیست‌محیطی در کلان شهرها آلودگی هواست، اگر کشوری بتواند به این تکنولوژی دست یابد علاوه بر اینکه در مصارف اقتصادی خود، صرفه جویی می‌کند، محیط زیست خود را نیز از آلودگی‌های ناشی از سوخت‌های فسیلی در امان نگاه می‌دارد. این موضوعی است که امروز دنیا را به فکر انداخته تا با همه توان سوخت‌های فسیلی را مغلوب سوخت‌های گیاهی کند و از این طریق علاوه بر اینکه انرژی‌های پاک آینده را از آن خود می‌کند، هوای آلوده اش را هم به همراه سوخت‌های فسیلی دفن کند.

## نگارخانه

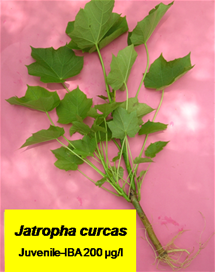
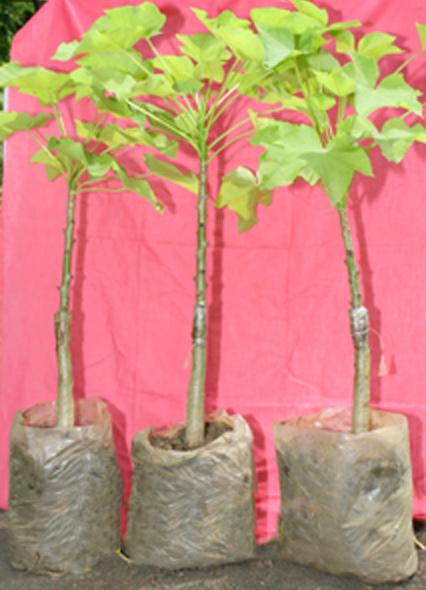
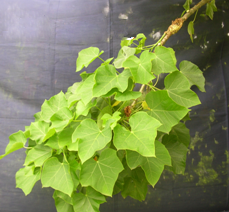
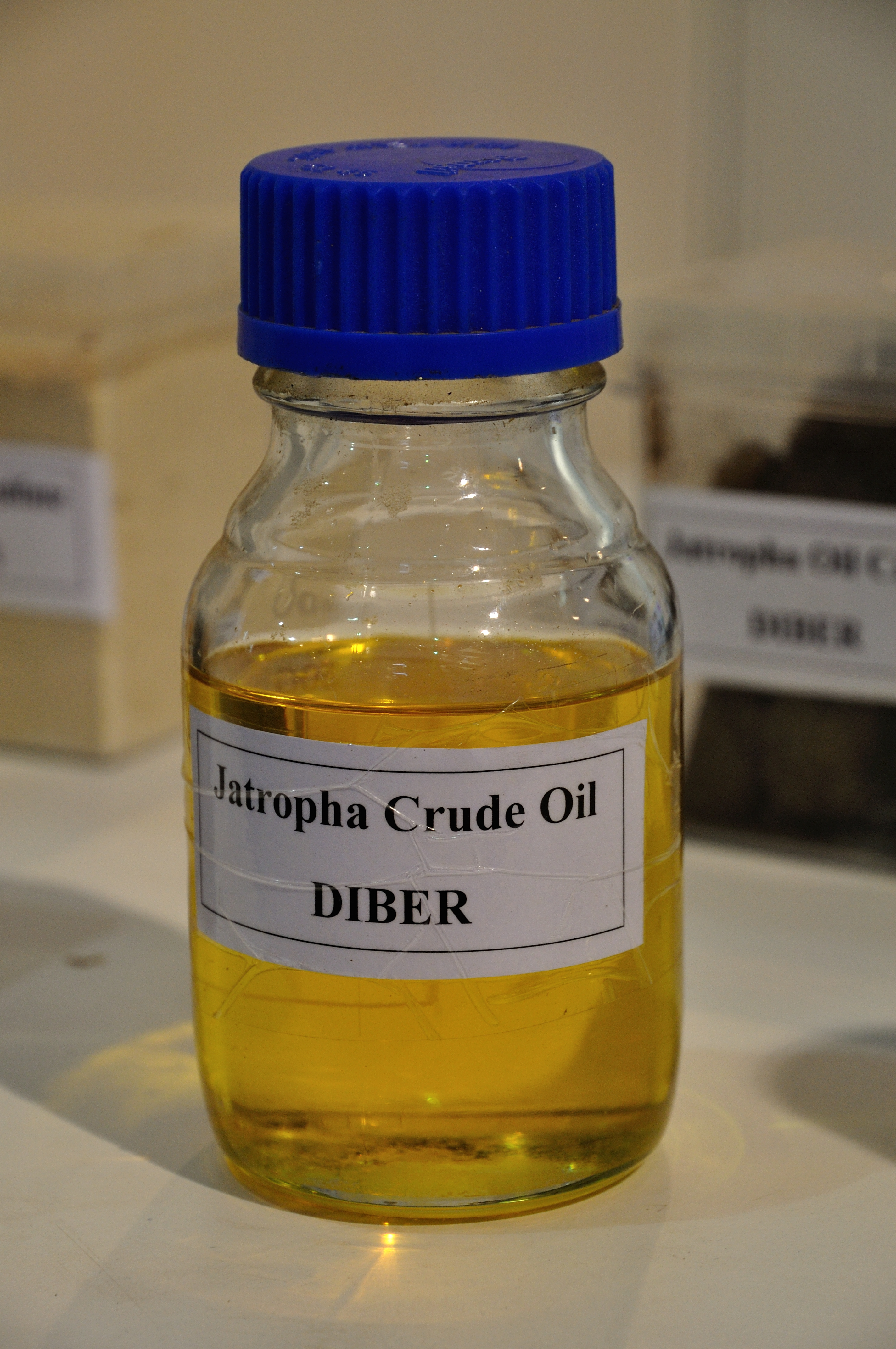